# Янг, Эрл
Эрл Верделл Янг (англ. Earl Verdelle Young; род. 14 февраля 1941) — американский легкоатлет, который специализировался в беге на короткие дистанции.

## Биография
Олимпийский чемпион в эстафете 4×400 метров (1960).
Олимпийский финалист (6-е место) в беге на 400 метров (1960).
Двукратный чемпион Панамериканских игр в эстафетах 4×100 и 4×400 метров (1963).
Эксрекордсмен мира в эстафетах 4×400 метров и 4×440 ярдов.